# Villar Perosa
Villar Perosa là một đô thị ở tỉnh Torino trong vùng Piedmont, có vị trí cách khoảng 40 km về phía tây nam của Torino, nước Ý. Tại thời điểm ngày 31 tháng 12 năm 2004, đô thị này có dân số 4.263 người và diện tích là 11,5 km².
Villar Perosa giáp các đô thị: Pinasca, San Pietro Val Lemina, Inverso Pinasca, San Germano Chisone, Porte.